# Edgars Rinkēvičs
Edgars Rinkēvičs (Jūrmala, 21 de septiembre de 1973) es un historiador, politólogo y político letón, actual presidente de la República de Letonia desde 2023. Anteriormente ha sido ministro de Relaciones Exteriores de Letonia durante doce años, desde 2011 hasta 2023.

## Biografía
Edgars Rinkēvičs inició sus estudios superiores en la Universidad de Letonia, donde obtuvo el grado de bachiller en Historia y Filosofía. Posteriormente continuó sus estudios de maestría en la Universidad de Groninga, Países Bajos.
En 1993, Rinkēvičs inició sus actividades como periodista del área política de Latvijas Radio. En mayo de 1997 se convirtió en Subsecretario de Estado de Política de Defensa, y posteriormente en el Secretario de Estado de Defensa de Letonia. Posteriormente entre 2002 y 2003 fue designado jefe de la Delegación Negociadora para el ingreso de Letonia a la OTAN. En octubre de 2011, fue nombrado como ministro de relaciones exteriores bajo el gobierno de Valdis Dombrovskis. Desde 2014 hasta 2023 formó parte del partido Unidad.

## Vida personal
En noviembre de 2014, hizo pública su sexualidad al salir del armario como gay a través de un mensaje en su cuenta de Twitter, convirtiéndose así en el primer miembro del Gobierno de Letonia abiertamente homosexual, así como también el primero de un gabinete ministerial de los países que formaron parte de la Unión Soviética. Asimismo, declaró que se transformaría en un férreo impulsor de leyes para la igualdad de las minorías sexuales, especialmente para la legalización de la unión civil en su país.